# Kustkungsfiskare
Kustkungsfiskare (Halcyon senegaloides) är en fågel i familjen kungsfiskare inom ordningen praktfåglar.

## Utseende och läte
Kustkungsfiskaren är en medelstor och färgglad kungsfiskare med relativt kraftig näbb. Adulta fåglar har helröd näbb och ljusgrått huvud. Den liknar savannkungsfiskaren, men denna har bland annat en tvåfärgad näbb i rött och svart. Ungfåglarna är mycket lika varandra, men kustkungsfiskaren uppvisar en röd näbb med svart spets, till skillnad från savannkungsfiskarens mestadels svarta näbb. Det ljudliga lätet består av en inledningston följt av en studsande serie med ihåliga drillar.

## Utbredning och systematik
Kustkungsfiskare förekommer i kustområden i östra och sydöstra Afrika, från södra Somalia. Den behandlas som monotypisk.

## Levnadssätt
Kustkungsfiskaren hittas i mangroveskogar, kustskogar, öppet skogslandskap och buskmarker.

## Status och hot
Arten har ett stort utbredningsområde, men tros minska i antal, dock inte tillräckligt kraftigt för att den ska betraktas som hotad. Internationella naturvårdsunionen IUCN listar arten som livskraftig (LC).